# ینو دالنوکی
ینو دالنوکی (مجاری: Jenő Dalnoki؛ ۱۲ دسامبر ۱۹۳۲ – ۴ فوریهٔ ۲۰۰۶)بازیکن و مربی فوتبال اهل مجارستان بود.
از باشگاه‌هایی که در آن بازی کرده‌است می‌توان به باشگاه فوتبال فرنتس‌واروش اشاره کرد.
وی به‌همراه تیم ملی فوتبال مجارستان به مدال طلا فوتبال در بازی‌های المپیک تابستانی ۱۹۵۲ و مدال برنز بازی‌های المپیک تابستانی ۱۹۶۰ دست پیدا کرده‌است.